# Kirsten Suhr-Hansen
Kirsten Marie Suhr-Hansen (ur. 20 kwietnia 1910 we Frederiksbergu, zm. ?) – duńska florecistka, złota medalistka mistrzostw świata.
Na mistrzostwach świata w Hadze w 1948 roku Dunki w składzie: Solveig Jørgensen, Karen Lachmann, Kate Mahaut, Grete Olsen, Ulla Barding i Kirsten Suhr-Hansen zdobyły złoty medal we florecie drużynowym. Był to jej jedyny medal wywalczony w zawodach tego cyklu
Nigdy nie wzięła udziału w igrzyskach olimpijskich.